# Associazione Calcio Legnano 1962-1963
Questa voce raccoglie le informazioni riguardanti l'Associazione Calcio Legnano nelle competizioni ufficiali della stagione 1962-1963.

## Stagione

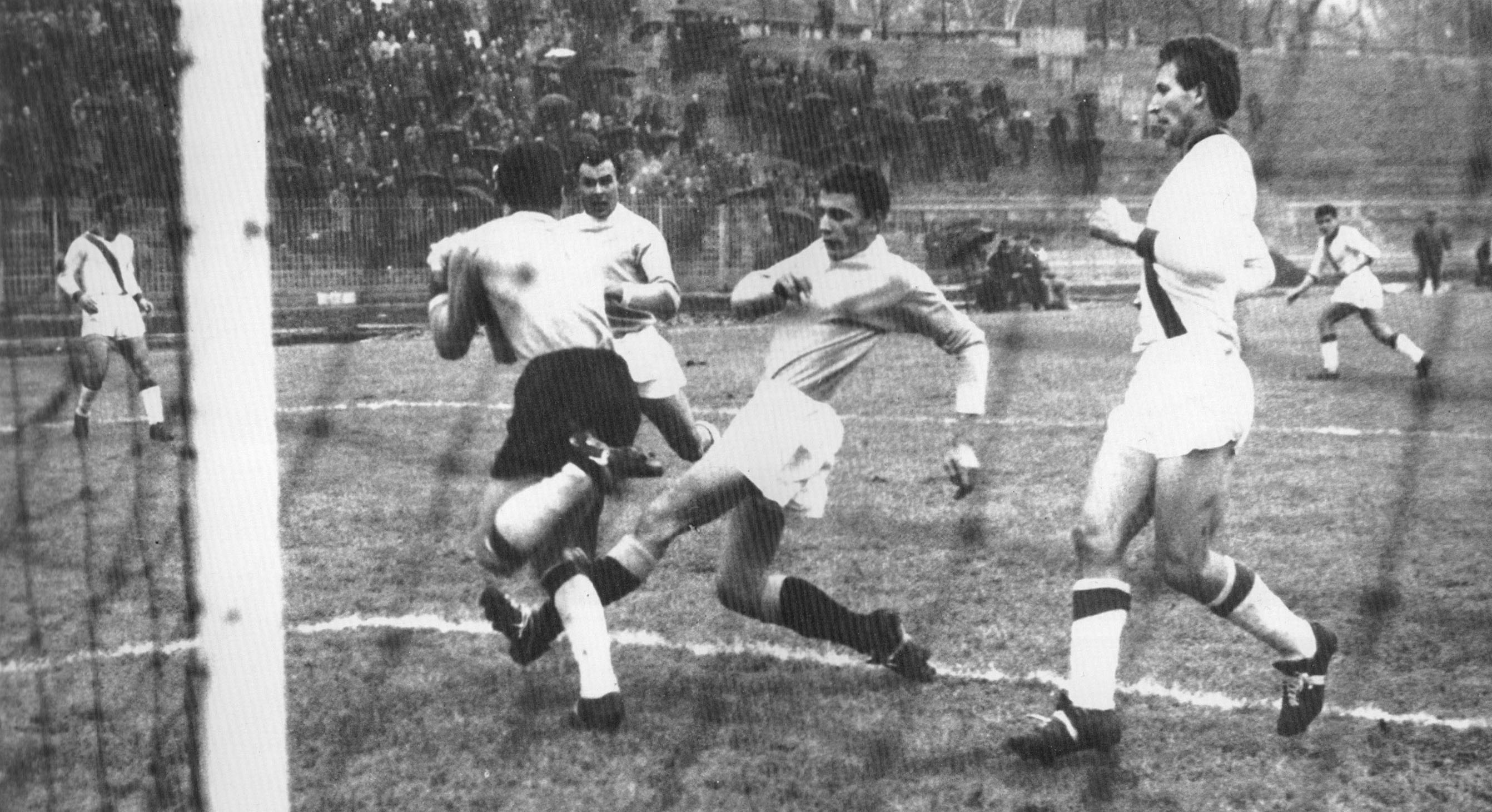
Gigi Riva in azione con la maglia del Legnano. Rimarrà nei Lilla solo nella stagione 1962-1963

Dopo i pessimi campionati precedenti, il presidente Luciano Caccia decide di rinforzare la rosa con un'importante campagna acquisti. L'organico viene rivoluzionato: sono acquistati i portieri Piergiorgio Castellazzi, Giuseppe De Lorenzi e Adriano Storti, i difensori Adelmo Ferrari e Angelo Misani, il centrocampista Mauro Maltinti e gli attaccanti Domenico Gerosa e Marco Marchiandi. Su tutti spiccarono però due nomi: trova spazio nei Lilla, dopo avervi giocato le giovanili, un giovane Gigi Riva, che in seguito diverrà uno dei più forti attaccanti italiani di tutti i tempi, e viene promosso in prima squadra il primavera Riccardo Talarini. Quest'ultimo sarà poi consacrato come una delle bandiere lilla, stabilendo il record di presenze nel Legnano (401), primato ancora imbattuto.
La stagione 1962-63 si conclude con il 7º posto in classifica nel girone A a 34 punti, affiancato dalla Rizzoli e dal Fanfulla, a 16 lunghezze dal Varese capolista e a 9 punti dal Casale penultimo in graduatoria e primo delle retrocesse.
Il campionato, nonostante il risultato in classifica discreto, delude le aspettative iniziali. Il Legnano paga soprattutto il ruolino di marcia in trasferta, che è deficitario: in casa, invece, il rendimento è soddisfacente. Degna di nota è la vittoria casalinga con il Varese. Legato a questa partita c'è un aneddoto: viene giocata e vinta dal Legnano per 2 a 1, e poi invalidata per un ricorso presentato dai varesini. Anche la ripetizione dell'incontro è però ad appannaggio dei Lilla, che si impongono questa volta per 1 a 0.

## Divise
| Casa |

## Organigramma societario
Area direttiva
- Presidente: comm. Luciano Caccia

Area tecnica
- Allenatore: Luciano Lupi

## Rosa
| N. |                   | Ruolo | Calciatore                |
| -- | ----------------- | ----- | ------------------------- |
|    | Italia (bandiera) | A     | Giuseppe Broggi           |
|    | Italia (bandiera) | P     | Piergiorgio Castellazzi   |
|    | Italia (bandiera) | D     | Giampiero Colombo Speroni |
|    | Italia (bandiera) | P     | Giuseppe De Lorenzi       |
|    | Italia (bandiera) | D     | Adelmo Ferrari            |
|    | Italia (bandiera) | A     | Domenico Gerosa           |
|    | Italia (bandiera) | C     | Natale Lamera             |
|    | Italia (bandiera) | C     | Mauro Maltinti            |
|    | Italia (bandiera) | A     | Marco Marchiandi          |
|    | Italia (bandiera) | D     | Bruno Mariani             |

| N. |                   | Ruolo | Calciatore        |
| -- | ----------------- | ----- | ----------------- |
|    | Italia (bandiera) | D     | Angelo Misani     |
|    | Italia (bandiera) | C     | Angelo Pereni     |
|    | Italia (bandiera) | C     | Luigi Pogliana    |
|    | Italia (bandiera) | A     | Luigi Riva        |
|    | Italia (bandiera) | D     | Abramo Rossetti   |
|    | Italia (bandiera) | A     | Mario Sala        |
|    | Italia (bandiera) | C     | Luciano Sassi     |
|    | Italia (bandiera) | P     | Adriano Storti    |
|    | Italia (bandiera) | D     | Riccardo Talarini |

## Risultati

### Serie C (girone A)

#### Girone d'andata
| Arbitro: | Olivati (Genova) |

|            |           |                     |
| Misani 74’ | Marcatori | 17’ (aut.) Rossetti |

| Arbitro: | Negri (Monza) |

|                               |           |            |
| Perrucconi 21’ Barichella 31’ | Marcatori | 75’ Gerosa |

| Arbitro: | Bigi (Padova) |

|           |           |  |
| Sassi 39’ | Marcatori |  |

| Arbitro: | Mariotti (Firenze) |

|              |           |  |
| Mazzotti 70’ | Marcatori |  |

| Arbitro: | Litteri (Trieste) |

|                                |           |  |
| Gerosa 51’ Pereni 74’ Riva 85’ | Marcatori |  |

| Arbitro: | Castoldi (Genova) |

|  |           |                     |
|  | Marcatori | 67’ (rig.) Maltinti |

| Legnano 4 novembre 1962 7ª giornata | Legnano              | 0 – 0 | Treviso | Stadio Comunale\| Arbitro: \| Accomazzo (Vercelli) \| |
| Arbitro:                            | Accomazzo (Vercelli) |       |         |                                                       |

| Arbitro: | Firmi (Crema) |

|           |           |                         |
| Omini 14’ | Marcatori | 42’ Maltinti 86’ Broggi |

| Arbitro: | Lombardini (Firenze) |

|           |           |                                   |
| Cella 10’ | Marcatori | 19’ Gerosa 34’ (aut.) Persenda II |

| Arbitro: | Camozzi (Porto D'Ascoli) |

|                  |           |  |
| Ferro 47’ (aut.) | Marcatori |  |

| Arbitro: | Piantoni (Terni) |

|           |           |  |
| Scala 50’ | Marcatori |  |

| Arbitro: | Sanguineti (Chiavari) |

|              |           |              |
| Maltinti 14’ | Marcatori | 13’ Calegari |

| Arbitro: | Acernese (Roma) |

|                    |           |  |
| Bernini 74’ (rig.) | Marcatori |  |

| Arbitro: | Zanchi (Mestre) |

|           |           |  |
| Sassi 53’ | Marcatori |  |

| Arbitro: | Marchiori (Padova) |

|                                          |           |              |
| Pesante 35’ Tortonese 71’ (rig.) Rao 83’ | Marcatori | 7’, 90’ Riva |

| Arbitro: | Castoldi (Genova) |

|                      |           |                           |
| Gerosa 22’, 41’, 45’ | Marcatori | 74’ Ogliari 83’ Pasinelli |

| Arbitro: | Novelli (Firenze) |

|                |           |                     |
| Colombo II 19’ | Marcatori | 74’ (rig.) Maltinti |

#### Girone di ritorno
| Arbitro: | Giunti (Arezzo) |

|                |           |  |
| Perli 73’, 86’ | Marcatori |  |

| Arbitro: | Motta (Monza) |

|            |           |  |
| Broggi 83’ | Marcatori |  |

| Arbitro: | Sanguineti (Chiavari) |

|             |           |  |
| Aggradi 21’ | Marcatori |  |

| Legnano 10 febbraio 1963 21ª giornata | Legnano                | 0 – 0 | Vittorio Veneto | Stadio Comunale\| Arbitro: \| Gandiolo (Alessandria) \| |
| Arbitro:                              | Gandiolo (Alessandria) |       |                 |                                                         |

| Ivrea 17 febbraio 1963 22ª giornata | Ivrea        | 0 – 0 | Legnano | Stadio Pistoni\| Arbitro: \| Giola (Pisa) \| |
| Arbitro:                            | Giola (Pisa) |       |         |                                              |

| Arbitro: | Bigi (Padova) |

|                             |           |  |
| Boldi 24’ (aut.) Gerosa 72’ | Marcatori |  |

| Arbitro: | Rostagmo (Torino) |

|              |           |  |
| Spangaro 20’ | Marcatori |  |

| Arbitro: | Canova (Bologna) |

|                          |           |  |
| Riva 42’ Gerosa 69’, 83’ | Marcatori |  |

| Arbitro: | Gonella (Asti) |

|              |           |  |
| Maltinti 70’ | Marcatori |  |

| Arbitro: | Conforto (Roma) |

|            |           |          |
| Brollo 50’ | Marcatori | 64’ Riva |

| Arbitro: | Sammicheli (Firenze) |

|  |           |         |
|  | Marcatori | 85’ Ive |

| Arbitro: | Cimma (Biella) |

|                         |           |  |
| Tonello 33’ Tedesco 58’ | Marcatori |  |

| Arbitro: | Pieroni (Roma) |

|                 |           |             |
| Zeno 87’ (aut.) | Marcatori | 33’ Mentani |

| Arbitro: | De Angelis (Pescara) |

|                               |           |              |
| Tellini 30’ Pasquina 37’, 47’ | Marcatori | 75’ Maltinti |

| Arbitro: | Litteri (Trieste) |

|                              |           |                      |
| Broggi 55’ (rig.) Gerosa 83’ | Marcatori | 79’ (rig.) Tortonese |

| Arbitro: | Trucillo (Venezia) |

|                       |           |  |
| Baffi 37’ Borella 71’ | Marcatori |  |

| Arbitro: | Bosello (Padova) |

|  |           |                                 |
|  | Marcatori | 8’ Colombo II 50’, 70’ Bonfanti |

## Statistiche

### Statistiche di squadra
| Competizione | Punti | Totale | Totale | Totale | Totale | Totale | Totale | DR |
| Competizione | Punti | G      | V      | N      | P      | Gf     | Gs     | DR |
| ------------ | ----- | ------ | ------ | ------ | ------ | ------ | ------ | -- |
| Serie C      | 34    | 34     | 13     | 8      | 13     | 32     | 33     | -1 |

### Statistiche dei giocatori
| Giocatore          | Serie C  | Serie C |
| Giocatore          | Presenze | Reti    |
| ------------------ | -------- | ------- |
| G. Broggi          | 34       | 3       |
| P. Castellazzi     | 19       | 0       |
| G. Colombo Speroni | 2        | 0       |
| G. De Lorenzi      | 12       | 0       |
| A. Ferrari         | 14       | 0       |
| D. Gerosa          | 33       | 10      |
| S. Lamera          | 32       | 0       |
| M. Maltinti        | 31       | 6       |
| M. Marchiandi      | 10       | 0       |
| B. Mariani         | 30       | 0       |
| A. Misani          | 32       | 1       |
| A. Pereni          | 34       | 1       |
| L. Pogliana        | 4        | 0       |
| G. Riva            | 22       | 5       |
| A. Rossetti        | 29       | 0       |
| M. Sala            | 2        | 0       |
| L. Sassi           | 28       | 2       |
| A. Storti          | 3        | 0       |
| R. Talarini        | 2        | 0       |